# Seishirō Itagaki
General Seishirō Itagaki (板垣 征四郎, Itagaki Seishirō, 21 de janeiro de 1885 - 23 de dezembro de 1948) foi um oficial militar e político japonês que serviu como general no Exército Imperial Japonês durante a Segunda Guerra Mundial e Ministro da Guerra de 1938 a 1939.
Itagaki foi um dos principais conspiradores por trás do Incidente de Mukden e ocupou cargos de prestígio no Exército de Kwantung e no Exército Expedicionário da China durante o início da Segunda Guerra Sino-Japonesa. Itagaki tornou-se Ministro da Guerra, mas caiu em desgraça após a derrota japonesa nos conflitos fronteiriços soviético-japoneses, servindo como general de vários exércitos de campo até render as forças japonesas no Sudeste Asiático em 1945. Itagaki foi condenado por crimes de guerra pelo Tribunal Militar Internacional para o Extremo Oriente e executado em 1948.
Itagaki entrou na Academia do Exército Imperial Japonês, onde fez amizade com várias figuras militares japonesas notáveis, incluindo Yasuji Okamura, Kenji Doihara e Tetsuzan Nagata. Itagaki formou-se na Academia do Exército em 1904 e lutou na Guerra Russo-Japonesa. Itagaki casou-se com Kikuko Ogoshi, filha de seu ex-mentor Kenkichi Ogoshi, que morreu na Batalha de Mukden.
De 1924 a 1926, Itagaki foi um adido militar designado para a embaixada japonesa na China. Em seu retorno ao Japão, ele ocupou vários cargos no Estado-Maior do Exército Imperial Japonês até 1927, antes de receber um comando de campo como comandante da 33ª Brigada de Infantaria da IJA, com sede na China. Sua brigada foi anexada à 10ª Divisão IJA de 1927 a 1928. Itagaki foi então transferido para comandar o 33º Regimento de Infantaria IJA na China de 1928 a 1929, sob a égide do prestigioso Exército Kwantung. 
Em 1931, Itagaki tornou-se Chefe da Seção de Inteligência do Exército de Kwantung, na qual ele ajudou a planejar o Incidente de Mukden de 1931 que levou à tomada japonesa da Manchúria. Itagaki foi posteriormente um conselheiro militar para o estado fantoche japonês de Manchukuo de 1932 a 1934. Em 1934, Itagaki tornou-se Vice-Chefe do Estado Maior do Exército de Kwantung, e em 1936 foi promovido a Chefe do Estado Maior. De 1937 a 1938, Itagaki foi comandante da 5ª Divisão IJA na China durante os estágios iniciais da Segunda Guerra Sino-Japonesa, e sua divisão teve um papel de liderança na Batalha de Beiping-Tianjin, Operação Chahar e na Batalha de Taiyuan. No entanto, na Batalha de Xuzhou suas forças foram repelidas durante a Batalha de Taierzhuang nas proximidades de Linyi que os impediu de vir em auxílio da 10ª Divisão IJA de Rensuke Isogai.
O tenente-general Sir Frank Messervy recebe a espada do general Seishirō Itagaki, comandante do Exército Japonês da Sétima Área, em uma cerimônia formal de rendição realizada nos terrenos do HQ Malaya Command, Kuala Lumpur, 22 de fevereiro de 1946.
Itagaki foi chamado de volta ao Japão em 1938, servindo brevemente como Ministro da Guerra de 1938 a 1939. Em 6 de dezembro de 1938, Itagaki propôs uma política nacional de acordo com Hakko Ichiu (Expansão) na Conferência dos Cinco Ministros, que foi a mais alta conferência japonesa. conselho de tomada de decisão, e o conselho tomou a decisão de proibir a expulsão dos judeus no Japão, Manchúria e China como política nacional japonesa. Itagaki retornou à China novamente como chefe de gabinete do Exército Expedicionário da China de 1939 a 1941. 
No entanto, no verão de 1939, a inesperada derrota das forças japonesas contra a União Soviética na Batalha de Khalkhin Gol ou incidente de Nomonhan, a batalha decisiva dos conflitos fronteiriços soviético-japonês, foi um grande golpe em sua carreira. 
Em 7 de julho de 1941, Itagaki foi transferido para comandar o Exército Escolhido na Coréia, então considerado um posto de remanso sem prestígio. Ele foi capaz de evitar que Masanobu Tsuji fosse demitido como o Imperador desejava devido à insolência de Tsuji e ao gekokujō extremo durante o incidente de Nomonhan, tendo Tsuji transferido para uma unidade de pesquisa em Formosa.  Enquanto Itagaki era comandante do Exército Escolhido, o Japão começou a montar seu programa de armas nucleares com o local industrial perto do reservatório Escolhido como seu equivalente ao laboratório Oak Ridge para o Projeto Manhattan dos Estados Unidos.
Como a situação de guerra continuou a se deteriorar para o Japão, o Exército Escolhido foi elevado ao Exército Japonês da Décima Sétima Área em 1945, com Itagaki ainda como comandante em chefe até 7 de abril de 1945. Itagaki foi então transferido para o Exército da Sétima Área Japonesa em Singapura e Malásia em abril de 1945. Itagaki rendeu as forças japonesas no sudeste da Ásia ao almirante britânico Louis Mountbatten em Singapura em 12 de setembro de 1945.